# Tennistoernooi van Eastbourne 2010
Het tennistoernooi van Eastbourne van 2010 werd van 13 tot en met 19 juni 2010 gespeeld op de grasbanen van de Devonshire Park Lawn Tennis Club in de Engelse kustplaats Eastbourne. De officiële naam van het toernooi was Aegon International.
Het toernooi bestond uit twee delen:
- WTA-toernooi van Eastbourne 2010, het toernooi voor de vrouwen
- ATP-toernooi van Eastbourne 2010, het toernooi voor de mannen

ATP-toernooi van Eastbourne – WTA-toernooi van Eastbourne

2009 · 2010 · 2011 · 2012 · 2013 · 2014 · 2015 · 2016 · 2017 · 2018 · 2019 · 2020 · 2021 · 2022 · 2023 · 2024